# Rútil
|  | No s'ha de confondre amb Rutil. |

El rútil és un òxid mineral segons la classificació de Strunz. El nom li va ser donat l'any 1800 per Abraham Gottlob Werner del llatí rutilus, que significa vermellós. El rútil és una de les cinc formes minerals de l'òxid de titani (IV), juntament amb l'anatasa, la brookita, l'akaogiïta i la riesita.
El rútil també és conegut amb altres noms, menys habituals: cajuelita, dicksbergita, edisonita, gallitzinita, paraedrita i rutilita.

## Característiques
Cristal·litza de forma tetragonal. Pot ser des incolor fins a bru segons la concentració de ferro (III). El seu punt de fusió és de 2378,2 K i en ebullició es descompon a sesquiòxid de titani, base per colorants blaus automotrius, de joieria artificial, ja que és el color del safir. La seva xarxa cristal·lina és tetragonal distorsionada. Presenta un mòdul de tensió de 4,1 TPa/cm2 el que el fa útil en talladors de vidre. El rútil presenta gran resistència a l'atac químic. Només ho ataquen l'àcid fluorhídric (HF) i l'àcid sulfúric concentrat en calent. És poc atacat per l'aigua règia. Per aquesta raó s'utilitza per produir pigments tant de recobriments automotrius com en aliments. Es dissol en hidròxids de metalls alcalins produint titanats insolubles en aigua.

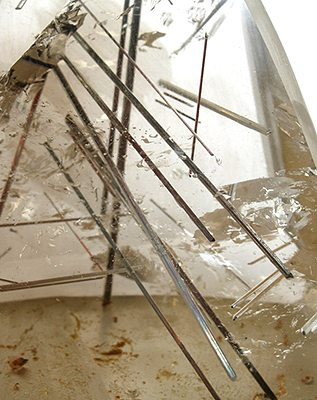
Rútil en quars

Segons la classificació de Nickel-Strunz, el rútil pertany a «04.DB - Metall:Oxigen = 1:2 i similars, amb cations de mida mitjana; cadenes que comparteixen costats d'octàedres» juntament amb els següents minerals: argutita, cassiterita, plattnerita, pirolusita, tripuhyita, tugarinovita, varlamoffita, byströmita, tapiolita-(Fe), tapiolita-(Mn), ordoñezita, akhtenskita, nsutita, paramontroseïta, ramsdel·lita, scrutinyita, ishikawaïta, ixiolita, samarskita-(Y), srilankita, itriorocolumbita-(Y), calciosamarskita, samarskita-(Yb), ferberita, hübnerita, sanmartinita, krasnoselskita, heftetjernita, huanzalaïta, columbita-(Fe), tantalita-(Fe), columbita-(Mn), tantalita-(Mn), columbita-(Mg), qitianlingita, magnocolumbita, tantalita-(Mg), ferrowodginita, litiotantita, litiowodginita, titanowodginita, wodginita, ferrotitanowodginita, wolframowodginita, tivanita, carmichaelita, alumotantita i biehlita.

## Formació i jaciments
El rútil és un mineral accessori comú en roques metamòrfiques d'alta temperatura i d'alta pressió, i a les roques ígnies. Termodinàmicament, el rútil és el polimorf més estable de TiO₂ a totes les temperatures. Dins de l'entorn de roques ígnies, el rútil és un mineral accessori comú en roques ígnies plutòniques, encara que també es troba ocasionalment en roques ígnies extrusives, en particular en kimberlites i lamproites. La presència de grans cristalls és més comú en les pegmatites, skarns i greisens granítics.
Es troba de manera freqüent en grups de cristalls aciculars penetrant els cristalls de quars. Es troba en jaciments de safir. Els principals països productors d'aquest mineral són Rússia, Índia i alguns països de Sud-amèrica. A l'Antàrtida també s'hi troben jaciments. A Catalunya s'ha descrit a la pedrera i mina Berta (Sant Cugat del Vallès-El Papiol; Vallès Occidental, Baix Llobregat); al Cap de Creus (Alt Empordà); a un aflorament a la N-260 al seu pas per Arsèguel (Alt Urgell) ; a la mina Eureka (Pallars Jussà); a Espot (Pallars Sobirà); a la rodalia del Monestir de Poblet (Conca de Barberà); a la Sèrra de Horno, una serra situada al municipi de Vielha e Mijaran (Vall d'Aran); i a les platges al·luvials deltaiques del Delta de l'Ebre (Montsià).

## Aplicacions
Les seves aplicacions són molt importants en la indústria, ja que és la base del titani metàl·lic i del pigment òxid de titani(IV) amorf, el pigment blanc més important del món. A més s'utilitza en tecnologia làser per crear els làser titani-safir. També es pot obtenir el iodur de titani(IV), un dels millors catalitzadors de polímers d'enllaços eteris. Igualment s'empra en soldadura per a l'elaboració d'elèctrodes amb material d'aportació generalment d'acer al carboni, com a recobriment i protecció d'aquest material base. El 1951 es va utilitzar com a substitut del diamant i actualment s'utilitza en gemmes de fantasia. A més és utilitzat en soldadura com a material per als elèctrodes.

## Rútil sintètic
El rútil sintètic va ser produït per primera vegada el 1948 i es ven sota una gran varietat de noms. El rútil sintètic molt pur és transparent i gairebé incolor, amb tonalitats lleugerament grogues. L'alt índex de refracció produeix una lluentor diamantina i una forta refracció que porta a un aspecte similar al diamant. El substitut del diamant gairebé incolor es ven com "Titània", que és el nom químic antiquat per a aquest òxid. No obstant això, el rútil poques vegades s'utilitza en joieria, ja que no és molt dur, registrant al voltant d'un 6 a l'escala de duresa de Mohs. Un nom comercial per al rútil artificial és lusterita.

## Varietats
- Gel-Rútil, un dels constituents dels pseudomorfs leucoxè, un producte de l'alteració i la barreja d'òxids de Fe-Ti.[8] Va ser trobada a la península de Kola, Rússia.[9]
- Ilmenorútil, una varietat de rútil que conté niobi. És de color negre, i la seva duresa arriba fins a 6,5 a l'escala de Mohs. La seva fórmula és Fex(Nb,Ta)2x·4Ti1-xO₂. Originàriament reportada dels monts Ilmen, Urals, Rússia.[10]
- Iserita, una varietat dubtosa de rútil amb una fórmula propera a FeTi₂O₅.[11]
- Nigrina, una varietat rica en ferro. Considerada també com un intercreixement entre el rútil i la ilmenita.[12][13]
- Sagenita, una varietat anomenada d'aquesta manera arrel dels característics agregats maclats, del grec i el llatí sagena, que vol dir xarxa, definida per Horace-Bénédict de Saussure l'any 1796.[14]
- Strüverita, una varietat que conté tàntal i ferro amb fórmula (Ti,Ta,Fe)O₂, que rep el nom del professor italià de mineralogia Giovanni Strüver (1842-1915).[15]

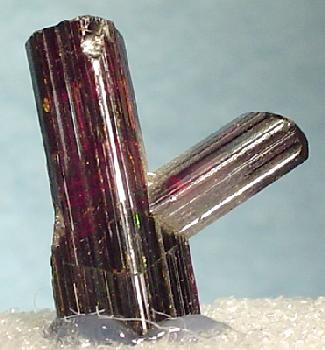
Rútil
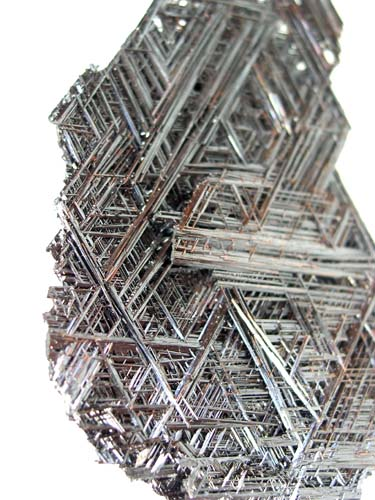
Varietat sagenita
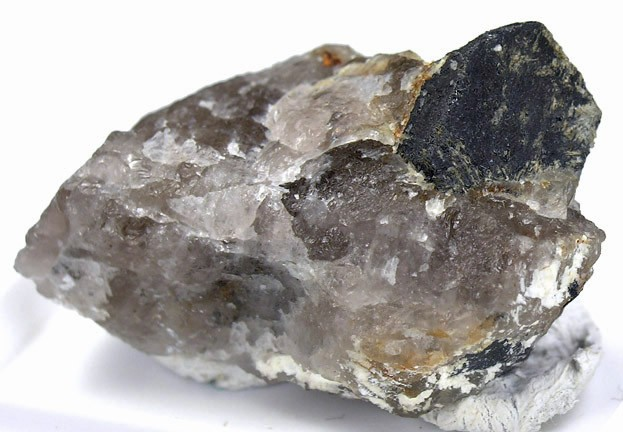
Varietat strüverita
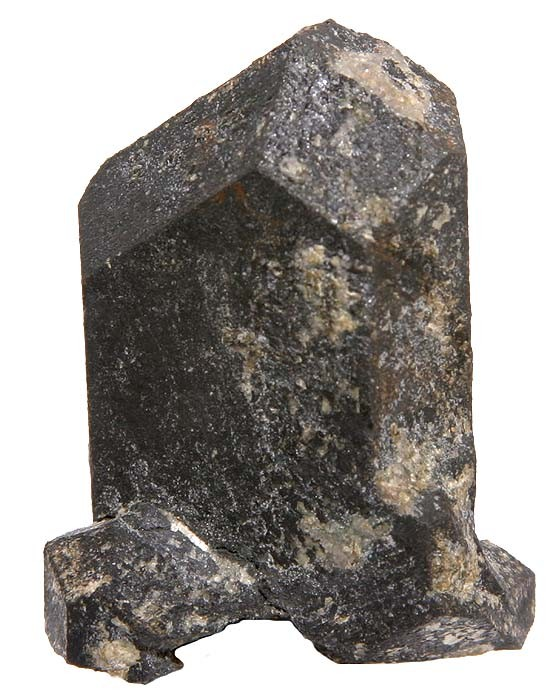
Varietat ilmenorútil

## Grup del rútil
El grup del rútil està format per òxids tetragonals de fórmula general M4+O₂. La majoria dels membres del grup gairebé sempre estan maclats en {101}, i amb menys freqüència en {301}. El grup està compost per les següents espècies:
- Argutita, GeO₂
- Cassiterita, SnO₂
- Paratel·lurita, TeO₂
- Plattnerita, PbO₂
- Pirolusita, MnO₂
- Rútil, TiO₂
- Stishovita, SiO₂
- Tripuhyita, Fe3+Sb5+O₄

La sel·laïta és un fluorur de magnesi estructuralment relacionat amb aquest grup.